# المعزوب (الرياشية)

تعديل مصدري - تعديل

المعزوب هي إحدى قرى عزلة وادي الرياشية بمديرية الرياشية التابعة لمحافظة البيضاء، بلغ تعداد سكانها 1098 نسمة حسب تعداد اليمن لعام 2004.